# Königreich Navarra
Das Königreich Navarra (spanisch Reino de Navarra, französisch Royaume de Navarre) entstand um das Jahr 824 im westlichen Pyrenäenraum. Nach dem Namen ihrer Residenzstadt führten die ersten Könige Navarras den Titel „König von Pamplona“. Erst Sancho VI. nannte sich „König von Navarra“ (1162).
1512 zerfiel Navarra in einen nach Spanien und einen nach Frankreich orientierten Teil: Ober-Navarra (spanisch Alta Navarra) und Nieder-Navarra (französisch Basse-Navarre). Nieder-Navarra wurde 1620 mit dem Königreich Frankreich vereint, während Ober-Navarra 1841 als Provinz im spanischen Zentralstaat aufging.
Das Gebiet gehört traditionell zum Siedlungsraum der Vasconen (Basken).

## Navarra im Mittelalter

### Vorgeschichte und Staatenbildung unter dem Haus Arista (824–905)

Die Iberische Halbinsel beim Tod des fränkischen Herrschers Karls des Großen im Jahr 814: das Frankenreich mit der von ihm abhängigen Spanischen Mark (orange), Asturien (gelb), Emirat von Córdoba (grün). Um 816 wurde der fränkische Statthalter aus Pamplona vertrieben, 824 entstand das Königreich Pamplona, das ab 1162 als Königreich Navarra bezeichnet wurde

Das Gebiet des späteren Navarra war als Land der Basken während der westgotischen Herrschaft im 5. bis 8. Jahrhundert aufgrund seiner isolierten Gebirgslage weitgehend unabhängig, jedoch ohne einheitliche staatliche Organisation. Nach der arabischen Invasion der Iberischen Halbinsel 711 kam es zunächst unter maurische Herrschaft. Anfang des 9. Jahrhunderts gründete das Frankenreich südlich des Pyrenäenkamms mehrere Grafschaften (Spanische Mark) als vorgeschobene Verteidigungslinie gegen die Mauren. So geriet das Gebiet um Pamplona unter fränkischen Einfluss. Um 816 gelang es der einheimischen christlichen Adelsfamilie Arista mit Unterstützung des zum Islam konvertierten Adelsgeschlechts der Banu Qasi, den fränkischen Statthalter zu vertreiben. Als 824 auch ein maurisches Heer geschlagen wurde, war dies die Geburtsstunde des Königreiches Pamplona, als dessen erster König Íñigo Arista gilt. Das Königreich entwickelte sich auf Grundlage eines festen Bündnisses zwischen Christen und Muslimen, insbesondere den Banu Qasi.

### Unter dem Haus Jiménez (905–1234)

Das Königreich Pamplona (dunkelorange) zum Zeitpunkt seiner größten Ausdehnung (1030)

Die Ausbreitung der Sprachen Südwesteuropas; das Gebiet des Baskischen (dunkelrot) liegt hauptsächlich im Gebiet Navarras

Nach dem Tod des letzten Herrschers aus dem Haus Arista, Fortún Garcés, im Jahr 905 ergriff Sancho Garcés, der Ehemann von Fortúns Enkelin, die Macht und etablierte das Haus Jiménez als neue Herrscherdynastie. Er ging als Sancho I. in die Geschichte Navarras ein. Er beendete die Allianz Pamplonas mit den Banu Qasi und begann im Bund mit König Ordoño II. von León eine Expansionspolitik gegen das Kalifat von Córdoba.
Sein Nachfolger, García I., erwarb 925 durch Heirat die Grafschaft Aragón. Im Jahr 934 verwüstete eine Armee des Kalifen Abd ar-Rahman III. Teile Navarras, doch bereits 70 Jahre später erlebte es unter Sancho III. (1000–1035) den Höhepunkt seiner Machtentfaltung; er eroberte um 1020 die östlich angrenzenden Pyrenäen-Grafschaften Sobrarbe und Ribagorza und wurde im Jahr 1029 Graf von Kastilien. Damit stieg er zum mächtigsten christlichen Herrscher der Iberischen Halbinsel auf.
In seinem Testament teilte Sancho III. sein Herrschaftsgebiet unter seinen Söhnen: García III. wurde König von Pamplona und Ramiro I. erster König von Aragón, während Gonzalo die Grafschaften Sobrarbe und Ribagorza und Ferdinand die Grafschaft Kastilien regierte. Ferdinand konnte wenig später die Herrschaft über das westlich gelegene Königreich León erringen und wurde erster König von Kastilien-León.
Sancho IV. von Navarra, Sohn Garcías III., wurde im Jahr 1076 ermordet. Die instabile Lage nutzten seine Vettern, Sancho von Aragón und Alfons VI. von Kastilien-León, um Pamplona unter sich aufzuteilen. Dabei erhielt der Aragonese den östlichen Teil und wurde als Sancho V. König von Pamplona.
Dieser im Jahr 1076 an Aragón gefallene Teil Pamplonas wurde 1134 als Königreich Navarra erneut unabhängig, nachdem Alfons I. von Aragón kinderlos gestorben war. Während ihm in Aragón sein Bruder Ramiro auf dem Thron folgte, wurde in Navarra García IV., ein Urenkel Garcías III., zum König proklamiert.
Ein strategischer Nachteil behinderte die weitere Entwicklung Navarras: Außer im Norden war es von Kastilien-León und Aragón eingeschlossen, sodass es sich im Gegensatz zu den anderen christlichen Staaten der Iberischen Halbinsel in der Reconquista nicht nach Süden ausbreiten konnte.

### Unter französischem Einfluss (1234–1425)
1234 starb König Sancho VII. ohne legitimen Nachkommen. Die Nachfolge trat sein Neffe, Theobald I., an, der ein Sohn seiner Schwester Blanka und ihres Ehemanns Theobald von Champagne war. So gelangte erstmals ein Herrscher aus dem französischen Hause Blois-Champagne auf den Thron Navarras, nachdem dieses schon zuvor eine stärkere Bindung an Frankreich gesucht hatte, um sich aus der Umklammerung Kastiliens und Aragóns zu lösen.
König Heinrich I. (1270–1274) wurde von seiner erst zwei Jahre alten Tochter Johanna I. beerbt, die 1284 mit einem Sohn des französischen Königs verheiratet wurde, der 1286 als Philipp IV. den französischen Thron bestieg und in die Geschichte Navarras als Philipp I. einging. Bis 1328 waren alle französischen Könige zugleich Könige von Navarra.
Nach dem Aussterben des französischen Herrschergeschlechts der Kapetinger – Karl der Schöne (Karl I. von Navarra) starb 1328 kinderlos – löste sich Navarra zeitweilig von Frankreich: Das in diesem geltende salische Recht schloss die weibliche Thronfolge aus, und erstmals wurde ein Mitglied des Hauses Valois König von Frankreich (Philipp VI.), während in Navarra Karls Nichte, Johanna II., und ihr Ehemann, Philipp III. aus dem Hause Évreux, einer anderen kapetingischen Seitenlinie, die Regierung übernahmen.
Obwohl Navarra von mächtigen Nachbarn (Kastilien-León, Aragón, Frankreich und England, das im Hundertjährigen Krieg Aquitanien besetzt hielt) umringt war, wahrte es seine Unabhängigkeit.

### Innere Wirren und Niedergang (1425–1516)
Nach dem Tod Karls III. (1387–1425) brach in Navarra eine lange Zeit innerer Wirren an, in denen sich die Adelsparteien der Agramonteses und der Beaumonteses gegenüberstanden:
Karls Tochter Blanka hatte 1419 Johann, einen Bruder des aragonesischen Königs, geheiratet. Als Karl III. starb, bestiegen beide den Thron Navarras. 1441 starb Blanka I. und hinterließ neben zwei Töchtern ihren Witwer und einen Sohn, Karl von Viana. Zwischen Johann, dem Vater, unterstützt von den Agramonteses, und Karl, dem Sohn, unterstützt von den Beaumonteses, kam es zum Konflikt, als Johann 1444 erneut heiratete. 1458 wurde Johann infolge des Todes seines Bruders auch König von Aragón. 1461 starb Karl von Viana in Barcelona, und es ging das Gerücht um, sein Vater habe dabei die Hand im Spiel gehabt.
Als Johann 1479 starb, erbte Eleonore, eine Tochter aus seiner Ehe mit Blanka, die Krone Navarras. Eleonore selbst starb jedoch bereits wenige Wochen danach. Auf dem Thron folgte ihr ihr zwölfjähriger Enkel Franz I., der wiederum nur von einer der Adelsparteien unterstützt wurde und vier Jahre später kinderlos starb. Königin wurde nun seine dreizehnjährige Schwester, Katharina, deren Anspruch auf die Thronfolge ebenso umstritten blieb wie die ihrer Vorgänger.

## Teilung Navarras, Angliederung an Spanien und Frankreich
Der Streit zwischen Agramonteses und Beaumonteses mündete 1512 in den Navarresischen Bürgerkrieg, in dem Fadrique Álvarez de Toledo den südlich des Pyrenäenkamms gelegenen Teil Navarras für Ferdinand II. von Aragón eroberte. Im Namen seiner zweiten Ehefrau, Germaine de Foix, die eine Cousine von Königin Katharina von Navarra war, erhob Ferdinand Anspruch auf den navarresischen Thron und nahm nach der Eroberung des südlichen Teils Navarras den Titel „König von Navarra“ an, den fortan alle Könige Aragóns und Spaniens führten.

### Basse-Navarre (Nieder-Navarra)
Nachdem Aragón den größten Teil Navarras einschließlich Pamplonas erobert hatte, konnten Katharina und ihr Ehemann, Johann von Albret, die Herrschaft über den kleineren Teil des Königreichs nördlich des Pyrenäenkamms bewahren. Für dieses Gebiet bürgerte sich die Bezeichnung „Nieder-Navarra“ ein (französisch: Basse Navarre). Größere Ortschaften waren dort Luxe-Sumberraute, Saint-Jean-Pied-de-Port und Saint-Palais. Ihren Anspruch auf das Gesamtreich gaben die Albret nie auf. Heinrich II. (Henri d’Albret) erhielt militärische Unterstützung von Franz I. von Frankreich, der 1521 den Feldherrn André de Foix an die Spitze eines Heeres berief, das die verlorenen Gebiete Navarras zurückzuerobern sollte. Der Feldzug scheiterte mit der vollständigen Niederlage und der Gefangennahme des Heerführers.

Wappen der Königreiche Frankreich und Navarra unter dem Haus Bourbon

Faktisch markierte der Feldzug von 1521 den letzten Versuch zur Rückeroberung Ober-Navarras. Und obwohl die Ansprüche der Albret 1572 an das Haus Bourbon übergingen, das 1589 den französischen Königsthron erwarb, wurden keine ernsthaften Anstrengungen mehr unternommen, in den Besitz der südlichen Gebiete zu gelangen.
Margarete von Angoulême (1492–1549), die ältere Schwester König Franz’ I. von Frankreich, wurde durch Heirat mit Heinrich II. (Henri d’Albret) 1527 Königin von Navarra. Sie betätigte sich als Schriftstellerin (Hauptwerk Heptaméron) und Mäzenin, förderte Dichter, Künstler und Gelehrte an ihrem Hof in Nérac und Pau. Unter ihrer und insbesondere unter der Herrschaft ihrer Tochter, Johannas III. (Jeanne d’Albret, 1528–1572), wurde Nieder-Navarra zu einer Hochburg der französischen Protestanten. Jeanne d’Albret war Mitte des 16. Jahrhunderts eine der umtriebigsten und einflussreichsten Frauen Frankreichs. 1589 wurde ihr Sohn, Heinrich III. von Navarra, als Heinrich IV. König von Frankreich, nachdem er dem Protestantismus abschwor und sich zum katholischen Glauben bekannte. (Von ihm soll der diesbezügliche Ausspruch stammen: „Paris ist eine Messe wert.“)  Heinrich hatte 1572 Margarete von Valois (am Tag der Bartholomäusnacht) geehelicht, die Tochter des französischen Königs Heinrich II. und Schwester seiner Söhne und Nachfolger Franz II., Karl IX. und Heinrich III., die allesamt ohne legitime Erben starben. Da auch der letzte legitime Sohn Heinrichs II., François-Hercule, vorzeitig starb, ging die französische Krone an das Haus Bourbon über, das bereits in Nieder-Navarra herrschte.
Im Unionsedikt von 1620 hob Ludwig XIII. von Frankreich (Ludwig II. von Navarra) den Status Navarras als eigenständiges Königreich auf. Nieder-Navarra wurde institutionell mit dem benachbarten Béarn vereint und somit zu einem Teil einer Provinz der französischen Kronlande. Beide Gebiete, Navarra und Béarn, waren bereits vor dem Edikt gemeinsam verwaltet worden, da sie zum Besitz der Albret gehörten und Henri d’Albret (Heinrich II. von Navarra) seine Residenz in die béarnesische Hauptstadt Pau verlegt hatte.
Nach der Französischen Revolution wurde das Gebiet Nieder-Navarras 1790 in das neugeschaffene Département Basses-Pyrénées (heute: Pyrénées-Atlantiques) integriert und dort wiederum unterteilt in die Kantone La Bastide-Clairence, Hasparren, Iholdy, Saint-Étienne-de-Baïgorry, Saint-Jean-Pied-de-Port und Saint-Palais.
In ihrer Titulatur führten die französischen Könige den navarresischen Königstitel bis 1791 und nochmals während der Restauration von 1814 bis 1830 („roi de France et de Navarre“).

### Alta Navarra (Ober-Navarra)
Das seit 1512 von den Katholischen Königen regierte „Ober-Navarra“ (spanisch: Alta Navarra) blieb zunächst als eigenständiges Königreich erhalten und wurde von den Herrschern Kastiliens und Aragóns in Personalunion regiert. Diese wurden hier von einem Vizekönig vertreten. Auch nach dem Spanischen Erbfolgekrieg (1701–1714) konnte Navarra seine Rechte behaupten, da es auf Seiten des siegreichen Bourbonen Philipp V. stand. Während der französischen Besetzung von 1810 bis 1814 (Napoleonische Kriege) wurde das Königreich Navarra aufgehoben und in eine Präfektur umgewandelt, doch erlangte es nach der Restauration der Herrschaft der Bourbonen seine Autonomie wieder. Diese ging in der Spanischen Revolution (Trienio Liberal, 1820–1823) erneut verloren; 1822 wurde die Provinz Navarra geschaffen, die jedoch nach einer erneuten französischen Invasion (unter dem Duc d’Angoulême) 1823 aufgehoben wurde. Während des ersten Carlistenkrieges (1833–1840) unterstützten die Stände Navarras den carlistischen Prätendenten gegen Isabella II. von Spanien. Als diese siegte, beschloss ihre Regierung am 16. August 1841 die Aufhebung der navarresischen Cortes und Fuero und machte das Land zu einer Provinz des spanischen Zentralstaats. Dennoch ist der Titel des Königs von Navarra bis heute in der spanischen Königstitulatur enthalten.
Mit der Verabschiedung des Autonomiestatuts am 10. August 1982 erhielt Navarra als so genannte „Foralgemeinschaft“ (spanisch: Comunidad Foral de Navarra) in den Grenzen von Alta Navarra und mit Pamplona als Hauptstadt wieder den Status einer autonomen Gebietskörperschaft. Seitens der baskischen Nationalbewegung wird ganz Navarra nördlich und südlich der Pyrenäen als eines der historischen Territorien des Baskenlandes betrachtet, auch wenn die baskische Sprache heute nur noch im nördlichen Teil der spanischen Region und in Teilen Nieder-Navarras verbreitet ist.